# Omake
Omake (御負け, meestal geschreven als おまけ) betekent extra in het Japans. Het woord wordt gebruikt om bonusmateriaal voor anime en manga aan te duiden. In het Westen wordt het woord vooral gebruikt om extra materiaal op DVD's of op het einde van een manga Tankōbon te beschrijven. Voorbeelden zijn een making-of documentaire, bloopers, verwijderde scènes of interviews voor anime. Bij manga is dit vaak een nawoord van de auteur, schetsen, of extra yonkoma grapjes. In Japan zelf, waar de term reeds sinds de jaren 1950 wordt gebruikt, heeft het woord een veel bredere betekenis. Daar zijn omake ook figurines en speeltjes van anime/manga die bijvoorbeeld worden weggegeven bij de aankoop van snoep of drank. Dit soort omake zijn vaak begeerde verzamelobjecten.